# Baowu Steel Group
Shanghai Baosteel Group Corporation (en chino, 上海宝钢集团公司; pinyin, Shànghǎi Bǎogāng Jítuán Gōngsī), comúnmente referida como Baosteel (en chino, 宝钢; pinyin, Bǎogāng) es una compañía estatal de producción de hierro y acero con sede en Shanghái, China.
En 2023 Baosteel es el mayor productor del mundo de acero en crudo (por delante de ArcelorMittal), con una producción anual de alrededor de 130.77 millones de toneladas.
La OPV de Baosteel en la bolsa de Shanghái en 2000 fue la mayor en China hasta el momento, alcanzando CNY 7.700 millones a pesar de estar restringida solamente a inversores locales.

## Historia
En 1979, el gobierno chino empezó a instituir reformas económicas internas. Se realizaron planes para la construcción de una gran planta siderúrgica localizada en las cercanías del puerto de Shanghái. El distrito de Baoshan, un suburbio de Shanghái, fue elegido como lugar de construcción de la planta de acero más moderna de su tiempo con asistencia japonesa. La compañía de acero de bandera del gobierno chino, Baoshan Iron and Steel (en chino, 宝山钢铁（集团）公司; pinyin, Bǎoshān Gāngtiě (Jítuán) Gōngsī) según su nombre original, se benefició de los mejores ingenieros y gestores, con acceso a la tecnología punta y fuertes inversiones del gobierno.
Baoshan Iron and Steel también se benefició de vertiginoso crecimiento económico de China que consume velozmente todo el acero disponible. Sin embargo, con la continua liberalización de la economía china, Baoshan se ha encontrado compitiendo con nuevos rivales, tanto locales como extranjeros. La compañía decidió incluir un componente exportador para permanecer competitiva; esto tuvo notable éxito especialmente en Corea del Sur. Aunque herida por la crisis financiera asiática, Baoshan prosiguió con la fusión con otras compañías estatales deficitarias, aunque había logrado permanecer rentable. El 17 de noviembre de 1998, la antigua Baoshan Iron and Steel (Group) Corporation absorbió la Shanghai Metallurgical Holding Group Corporation (en chino, 上海冶金控股（集团）公司; pinyin, Shànghǎi Yějīn Kònggǔ (Jítuán) Gōngsī) y la Shanghai Meishan Group Co. (en chino, 上海梅山（集团）公司; pinyin, Shànghǎi Méishān (Jítuán) Gōngsī) para formar la Shanghai Baosteel Group Corporation. El nuevo conglomerado empresarial era el mayor productor de acero en el país con una producción anual de cerca de 20 millones de toneladas.
Baosteel también se asoció con antiguos rivales domésticos como el Shougang Group y la Wuhan Iron and Steel Group Corporation, iniciando una alianza en 2001. En el mismo año, Baosteel signó un acuerdo comercial con ThyssenKrupp de Alemania.
La compañía tiene ambiciosos planes de expansión. En la actualidad está en construcción una instalación siderúrgica de última generación en Zhanjiang, Guangdong, a un costo de $10 000 millones; se espera que entre en producción a finales de la década. Baosteel tiene también la intención de lanzar una oferta pública de venta de acciones y aumentar su participación en la bolsa de Shanghái.